# Флотилия Рэдиссон Ройал
Флотилия Рэдиссон Ройал — транспортная компания, принадлежащая московским бизнесменам Году Нисанову и Зараху Илиеву. Работает с 2009 года.
Суда флотилии базируются на Москве-реке, часть судов работает круглый год.

## История флотилии
В 2010 году флотилия, состоявшая на тот момент из 5 яхт премиум-класса, перевезла 80 тысяч пассажиров, в 2011 — уже 200 тысяч. 2018 году флотилия перевезла свыше 600 тыс. человек, около трети которых — иностранные туристы. Изначально компания приобрела 5 яхт и заняла нишу «плавучих ресторанов». В 2011 году флотилия наняла итальянского шеф-повара Лоренцо Страппато. Стоимость прогулки с учётом билета и среднего чека в ресторане составила в 2012 году 2-2,5 тысячи российских рублей.
В 2017 году Флотилия Radisson Royal и компания City Sightseeing Moscow, проводящая городские экскурсии на двухэтажных автобусах, заключили соглашение об интермодальных перевозках по общему билету. С июля 2019 года для передвижения на судах флотилии можно использовать для оплаты проезда московскую транспортную карту «Тройка».
После приобретения в 2018 году 10 новых судов компания делит предлагаемые прогулки по реке на экскурсионные (речными трамваями) и банкетные (на яхтах).
Ежедневно проводится два экскурсионных маршрута: от гостиницы «Украина» или от Парка Горького до Новоспасского моста и обратно. Речные трамваи следуют по реке с 11:00 до 01:00. Интервал движения составляет полчаса. 
На яхтах, помимо банкетов, проводятся тематические развлекательные и культурные программы.
Окупаемость этого бизнеса составляет по разным оценкам от 7 до 10 и более лет.

## Состав флотилии
На 2019 год парк «Флотилии Radisson Royal» насчитывает 20 судов, в том числе: 5 яхт-ресторанов и 5 супер-яхт ледового класса, которые могут ходить при битом льде толщиной до 20 см круглый год и в любую погоду, а также 10 речных трамваев.
| Наименование | Первая навигация | Изображение | Класс          | Размеры | Количество пассажиров | Прим.       |
| ------------ | ---------------- | ----------- | -------------- | ------- | --------------------- | ----------- |
| Фердинанд    | 2009             |             | Яхта-ресторан  |         | 200                   | [ 2 ]       |
| Бон-Вояж     | 2009             |             | Яхта-ресторан  |         | 200                   | [ 2 ]       |
| Капелла      | 2009             |             | Яхта-ресторан  |         | 200                   | [ 2 ]       |
| Селебрити    | 2009             |             | Яхта-ресторан  |         | 200                   | [ 2 ]       |
| Скарлет      |                  |             | Яхта-ресторан  |         | 200                   | [ 2 ]       |
| Примавера    | 2012             |             | Супер-яхта     |         | 300                   | [ 2 ] [ 3 ] |
| Баттерфляй   | 2012             |             | Супер-яхта     |         | 300                   | [ 2 ]       |
| Бьюти        |                  |             | Супер-яхта     |         | 300                   | [ 2 ]       |
| Монтана      |                  |             | Супер-яхта     |         | 300                   | [ 2 ]       |
| Феличита     | 2013             |             | Супер-яхта     |         | 300                   | [ 2 ]       |
| Астра        | 2018             |             | Речной трамвай |         | 44                    | [ 2 ]       |
| Незабудка    | 2018             |             | Речной трамвай |         | 44                    | [ 2 ]       |
| Орхидея      | 2018             |             | Речной трамвай |         | 44                    | [ 2 ]       |
| Подсолнух    | 2018             |             | Речной трамвай |         | 44                    | [ 2 ]       |
| Тюльпан      | 2018             |             | Речной трамвай |         | 44                    | [ 2 ]       |
| Василек      | 2018             |             | Речной трамвай |         | 44                    | [ 2 ]       |
| Гвоздика     | 2018             |             | Речной трамвай |         | 44                    | [ 2 ]       |
| Лаванда      | 2018             |             | Речной трамвай |         | 44                    | [ 2 ]       |
| Роза         | 2018             |             | Речной трамвай |         | 44                    | [ 2 ]       |
| Фуксия       | 2018             |             | Речной трамвай |         | 44                    | [ 2 ]       |